# Oraesia provocans
Oraesia provocans är en fjärilsart som beskrevs av Walker 1858. Oraesia provocans ingår i släktet Oraesia och familjen nattflyn. Inga underarter finns listade i Catalogue of Life.